# Myopites eximia
Myopites eximia är en tvåvingeart som beskrevs av Seguy 1932. Myopites eximia ingår i släktet Myopites och familjen borrflugor. Inga underarter finns listade i Catalogue of Life.